# Rosalinda Celentano
Rosalinda Celentano (Roma, 15 de julho de 1968) é uma atriz e modelo italiana. É filha do cantor Adriano Celentano e Claudia Mori. Com 1,73 m., começou a carreira como modelo, mas logo passou a atuar na TV e no cinema, ficou conhecida no mundo pelo papel de Satanás no filme A Paixão de Cristo e "a garota do olhar distante" em Devorador de Pecados. A atriz faz, quase sempre, filmes com temática religiosa (católica).[carece de fontes?]

## Filmografia
- Il nostro messia - 2008
- Cash: Viaggio di una banconota (Série de TV Italiana) - 2008
- 7 km da Gerusalemme - 2007
- Tutte le donne della mia vita - 2007
- Der Todestunnel - Nur die Wahrheit zählt(Filme de TV Italiano) - 2005
- A Paixão de Cristo - 2004 (ao lado de James Caviezel)
- Devorador de Pecados - 2003 (ao lado de Heath Ledger)
- Poco più di un anno fa - 2003
- Il papa buono(Filme de TV Italiano) - 2003
- Paz! - 2002
- Bell'amico - 2002
- L'amore probabilmente  - 2002
- Domenica - 2001
- Il dolce rumore della vita - 1999
- A casa di Irma - 1999
- Palermo Milano solo andata - 1995
- Le donne non vogliono più - 1993
- Treno di panna - 1988